# Lista (udde)
Lista är en udde i Antarktis. Den ligger i Sydshetlandsöarna. Argentina, Chile och Storbritannien gör anspråk på området.
Terrängen inåt land är mycket bergig. Havet är nära Lista åt nordväst. Trakten är obefolkad. Det finns inga samhällen i närheten. 